# Kina Swidén
Kina Swidén (* 11. Mai 1976) ist eine ehemalige schwedische Skilangläuferin.

## Werdegang
Swidén, die für den Piteå Elit startete, lief im Januar 1997 in Hudiksvall erstmals im Continental-Cup und belegte dabei den 11. Platz über 5 km Freistil. Ihr Debüt im Skilanglauf-Weltcup hatte sie im März 1999 in Falun, das sie auf dem 59. Platz über 15 km klassisch beendete. Im November 2004 holte sie in Kuusamo mit dem 29. Platz über 10 km Freistil ihre ersten und einzigen Weltcuppunkte. Bei den Nordischen Skiweltmeisterschaften 2005 in Oberstdorf errang sie den 36. Platz über 10 km Freistil und den 33. Platz im Skiathlon. In den Jahren 2004 und 2005 wurde sie jeweils zusammen mit Lina Andersson und Emelie Öhrstig schwedische Meisterin mit der Staffel von Piteå Elit. In ihrer letzten aktiven Saison 2005/06 kam sie im Scandinavian-Cup fünfmal unter die ersten Zehn. Dabei belegte sie in Haanja über 5 km Freistil und im Nes im Skiathlon jeweils den dritten Platz und errang damit den vierten Platz in der Gesamtwertung des Scandinavian-Cups. Ihr 27. und damit letztes Weltcupeinzelrennen absolvierte sie im März 2006 in Oslo, welches sie auf dem 34. Platz über 30 km Freistil beendete. Zudem nahm Swidén von 1997 bis 2006 an FIS-Rennen teil. Dabei holte sie zwei Siege.